# Najstarsza Synagoga w Częstochowie
Najstarsza Synagoga w Częstochowie – pierwsza synagoga znajdująca się w Częstochowie, przy Starym Rynku 15.
Synagoga została założona w XVIII wieku w prywatnym mieszkaniu N. Bermana, zaraz po odłączeniu się częstochowskich Żydów od kahału janowskiego. W drugiej części tego domu urządzono mykwę. 
Synagoga została zlikwidowana w 1765 roku, zaraz po otwarciu nowej synagogi, zwanej później Starą.

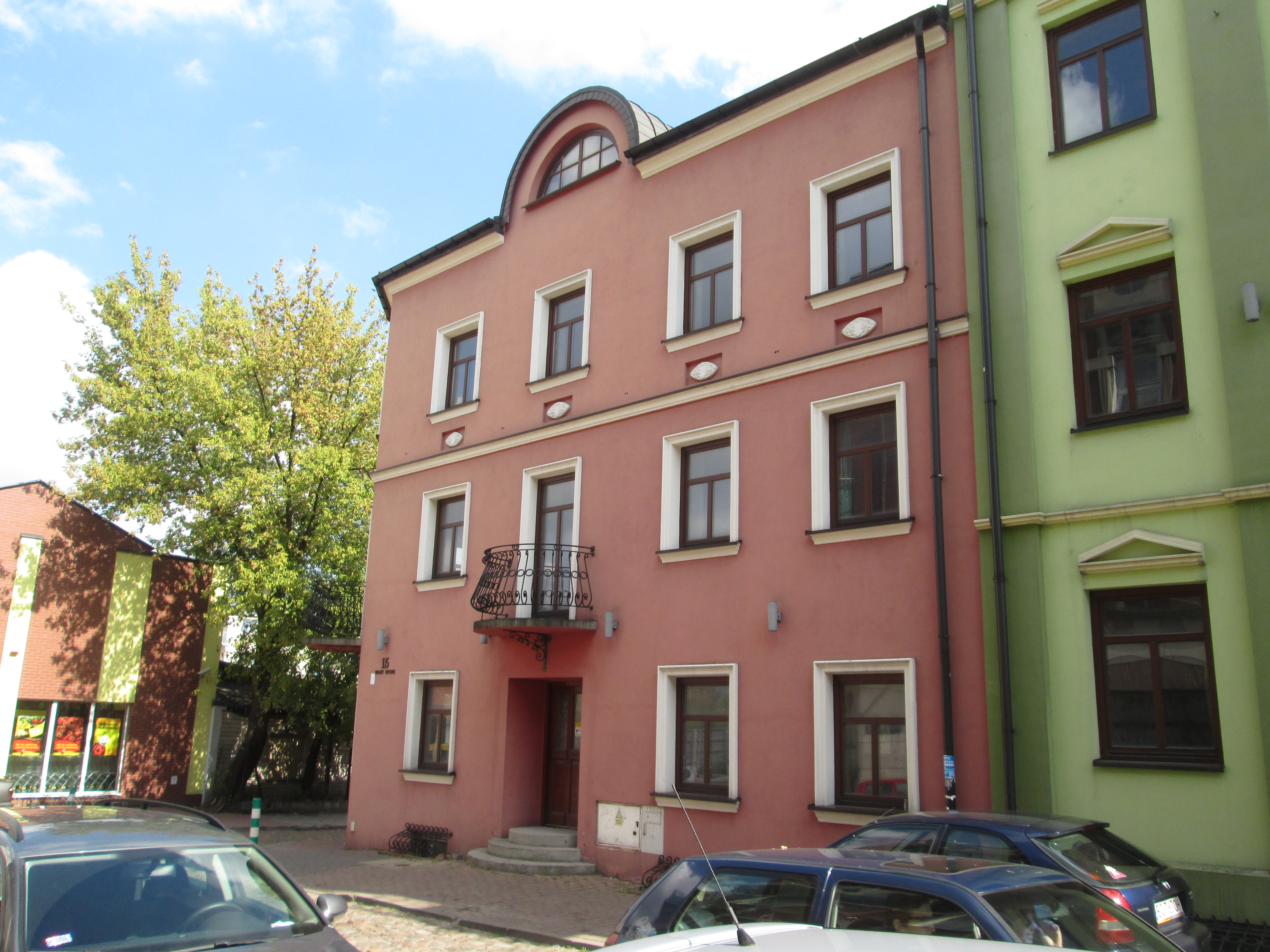
Kamienica przy Starym Rynku 15, stojąca w miejscu synagogi